# ویتوریو سیندونی
ویتوریو سیندونی (انگلیسی: Vittorio Sindoni؛ زادهٔ ۲۱ آوریل ۱۹۳۹) کارگردان فیلم، فیلم‌نامه‌نویس و تهیه‌کننده فیلم اهل ایتالیا است.
از فیلم‌ها یا مجموعه‌های تلویزیونی که وی در آن‌ها نقش داشته‌است، می‌توان به به بانو تجاوز شده است، ارثیه مرگبار،برای یک شب عاشقی و یک عصر اکتبر اشاره نمود.